# Nie otwieraj oczu (film)
Nie otwieraj oczu (ang. Bird Box) – amerykański thriller z 2018 roku w reżyserii Susanne Bier. Scenariusz filmu powstał na podstawie powieści pod tym samym tytułem autorstwa Josha Malermana.

## Fabuła
Tajemnicza siła dziesiątkuje światową populację i pewna jest tylko jedna rzecz — gdy to zobaczysz, odbierzesz sobie życie. W tej sytuacji Malorie mierzy się z nieznanym, próbując przy tym ocalić w sobie miłość i nadzieję. Wkrótce musi uciekać z dwójką dzieci w dół zdradliwej rzeki do jedynego miejsca mogącego zapewnić im schronienie. Jednak aby mieć szansę na przeżycie, uciekinierzy muszą odbyć całą dwudniową podróż z zasłoniętymi oczami.

## Obsada
- Sandra Bullock – Malorie
- Trevante Rhodes – Tom
- Jacki Weaver – Cheryl
- John Malkovich – Douglas
- Sarah Paulson – Jessica
- Rosa Salazar – Lucy
- Danielle Macdonald – Olympia
- Lil Rel Howery – Charlie
- Tom Hollander – Gary
- Colson Baker – Felix
- BD Wong – Greg
- Pruitt Taylor Vince – Rick

## Produkcja
W 2017 roku Netflix wykupił prawa do ekranizacji powieści Josha Malermana oraz ogłoszono, że Sandra Bullock będzie grała główną rolę. Potwierdzono również, że film powstanie na podstawie scenariusza Erica Heisserera, a reżyserią zajmie się Susanne Bier. W październiku tego samego roku, do obsady dołączyli Danielle Macdonald, Trevante Rhodes, Jacki Weaver, Rosa Salazar, Lil Rel Howery oraz Sarah Paulson. Wcześniej potwierdzono udział Johna Malkovicha.
Zdjęcia zaczęto w październiku 2017 roku. Film kręcono w Kalifornii, między innymi w północnej części Crescent City, Burbanku, Sierra Madre oraz w parku stanowym Jedediah Smith Redwoods State Park.
W 2020 pojawiła się informacja o planowanym sequelu w języku hiszpańskim. Główną rolę po raz kolejny miałaby zagrać Sandra Bullock.

## Odbiór

### Krytyka w mediach
Film spotkał się z mieszaną reakcją krytyków. W serwisie Rotten Tomatoes 63% ze 156 recenzji jest pozytywne, a średnia ocen wyniosła 5,73/10. Na portalu Metacritic średnia ocen z 26 recenzji wyniosła 51 punktów na 100.